# U-37 (tàu ngầm Đức) (1938)
U-37 là một tàu ngầm tuần dương  Lớp Type IX thuộc phân lớp Type IXA được Hải quân Đức Quốc Xã chế tạo trước Chiến tranh Thế giới thứ hai. Nhập biên chế năm 1938, nó đã thực hiện được mười một chuyến tuần tra, đánh chìm tổng cộng 53 tàu buôn với tổng tải trọng 200.063 GRT và hai tàu chiến với tổng tải trọng 2.404 tấn, đồng thời gây hư hại cho một tàu buôn tải trọng 9.494 GRT. Chiếc tàu ngầm được xếp thứ sáu trong số những tàu ngầm U-boat thành công nhất trong Thế Chiến II. U-37 được rút về làm nhiệm vụ huấn luyện trong khu vực biển Baltic từ giữa năm 1941; và khi Thế Chiến II bước vào giai đoạn kết thúc, trong khuôn khổ Chiến dịch Regenbogen, nó bị đánh đắm trong vịnh Sonderburg ngoài khơi Flensburg vào ngày 8 tháng 5, 1945 để tránh bị lọt vào tay lực lượng Đồng Minh.

## Thiết kế và chế tạo

### Thiết kế
Thiết kế của tàu ngầm Type IX là phiên bản cải biến từ tàu ngầm Type IA. Chúng có trọng lượng choán nước 1.032 t (1.016 tấn Anh) khi nổi và 1.153 t (1.135 tấn Anh) khi lặn). Con tàu có chiều dài chung 76,50 m (251 ft 0 in), lớp vỏ trong chịu áp lực dài 58,75 m (192 ft 9 in), mạn tàu rộng 6,51 m (21 ft 4 in), chiều cao 9,40 m (30 ft 10 in) và mớn nước 4,70 m (15 ft 5 in).
Chúng trang bị hai động cơ diesel MAN M 9 V 40/46 siêu tăng áp 9-xy lanh 4 thì, tổng công suất 4.400 PS (3.200 kW; 4.300 bhp), dẫn động hai trục chân vịt đường kính 1,92 m (6,3 ft), cho phép đạt tốc độ tối đa 18,2 kn (33,7 km/h), và tầm hoạt động tối đa 10.500 nmi (19.400 km) khi đi tốc độ đường trường 10 kn (19 km/h). Khi đi ngầm dưới nước, chúng sử dụng hai động cơ/máy phát điện Siemens-Schuckert 2 GU 345/34 tổng công suất 1.000 PS (740 kW; 990 shp). Tốc độ tối đa khi lặn là 7,7 kn (14,3 km/h), và tầm hoạt động 65–78 nmi (120–144 km) ở tốc độ 4 kn (7,4 km/h). Con tàu có khả năng lặn sâu đến 230 m (750 ft).
Vũ khí trang bị có sáu ống phóng ngư lôi 53,3 cm (21 in), bao gồm bốn ống trước mũi và hai ống phía đuôi, và mang theo tổng cộng 22 quả ngư lôi 53,3 cm (21 in). Tàu ngầm Type IX trang bị một hải pháo 10,5 cm (4,1 in) SK C/32 với 110 quả đạn, một pháo phòng không 3,7 cm (1,5 in) SK C/30 và hai pháo phòng không 2 cm (0,79 in) C/30. Thủy thủ đoàn bao gồm 4 sĩ quan và 44 thủy thủ.

### Chế tạo
U-37 được đặt hàng vào ngày 29 tháng 7, 1936, rõ ràng là một vi phạm những điều khoản của Hiệp ước Versailles, và được đặt lườn tại xưởng tàu AG Weser của hãng DeSchiMAG ở Bremen vào ngày 15 tháng 3, 1937. Nó được hạ thủy vào ngày 14 tháng 5, 1938, và nhập biên chế cùng Hải quân Đức Quốc Xã vào ngày 4 tháng 8, 1938 dưới quyền chỉ huy của Hạm trưởng, Đại úy Hải quân Heinrich Schuch.

## Lịch sử hoạt động

### 1939

#### Chuyến tuần tra thứ nhất
U-37 xuất phát từ Wilhelmshaven vào ngày 19 tháng 8, 1939 dưới quyền chỉ huy của Hạm trưởng, Đại úy Hải quân Heinrich Schuch cho chuyến tuần tra đầu tiên trong chiến tranh. Nó băng qua khe GIUK giữa các quần đảo Shetland và Faroe để hoạt động trong vùng biển Bắc Đại Tây Dương dọc theo phía Tây quần đảo Anh. Chiếc tàu ngầm đã không đánh chìm được mục tiêu nào trong chuyến tuần tra đầu tiên, và quay trở về cảng Wilhelmshaven vào ngày 15 tháng 9.

#### Chuyến tuần tra thứ hai
U-37 rời Wilhelmshaven vào ngày 5 tháng 10, 1939 để hoạt động trong thành phần Bầy sói Hartmann dưới quyền chỉ huy của hạm trưởng mới, Thiếu tá Hải quân Werner Hartmann. Trong chuyến tuần tra này nó đã đánh chìm tám tàu Đồng Minh, bao gồm bốn tàu Anh, hai tàu Hy Lạp, một tàu Pháp và một tàu Thụy Điển. Vào ngày 24 tháng 10, sau khi tấn công và đánh chìm chiếc Tafna, U-37 đã bị các tàu khu trục Anh HMS Keppel, HMS Vidette và HMS Watchman xuất phát từ Gibraltar truy lùng và thả mìn sâu tấn công trong suốt mười giờ. Chiếc tàu ngầm sống sót qua đợt tấn công và chỉ bị hư hại khóa nòng một khẩu pháo. Đến ngày 3 tháng 11, nó bị hư hại nhẹ trong một cuộc không kích. Con tàu quay trở về cảng vào ngày 8 tháng 11.

### 1940

#### Chuyến tuần tra thứ ba
U-37 được điều sang Chi hạm đội Tàu ngầm 2 đặt căn cứ tại Wilhelmshaven từ ngày 1 tháng 1, 1940. Nó lên đường vào ngày 28 tháng 1 cho chuyến tuần tra thứ ba, và tiếp tục đánh chìm thêm tám tàu Đồng Minh, bao gồm ba tàu Anh, hai tàu Na Uy, một tàu Đan Mạch, một tàu Pháp và một tàu Hy Lạp. Chiếc tàu ngầm quay trở về Wilhelmshaven vào ngày 27 tháng 2.

#### Chuyến tuần tra thứ tư

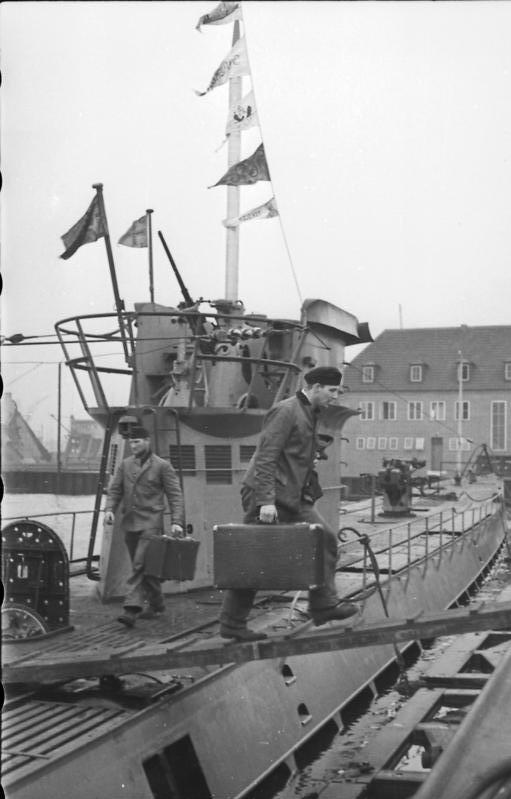
Thủy thủ đoàn U-37 rời tàu sau khi về đến căn cứ Wilhelmshaven, ngày 18 tháng 4, 1940

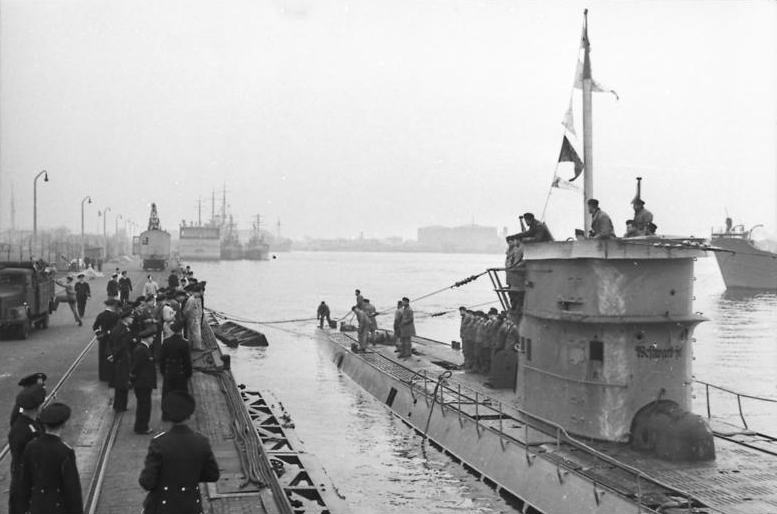
U-37 đang neo đậu tại Wilhelmshaven, ngày 18 tháng 4, 1940

Tiếp tục dưới quyền chỉ huy của Thiếu tá Hartmann, U-37 xuất phát từ Wilhelmshaven vào ngày 30 tháng 3 cho chuyến tuần tra thứ tư, và hoạt động tại vùng biển chung quanh Na Uy. Nó đánh chìm được ba tàu buôn: Tosca của Na Uy, Sveaborg của Thụy Điển và Stancliffe của Anh, trước khi quay trở về Wilhelmshaven vào ngày 18 tháng 4.

#### Chuyến tuần tra thứ năm

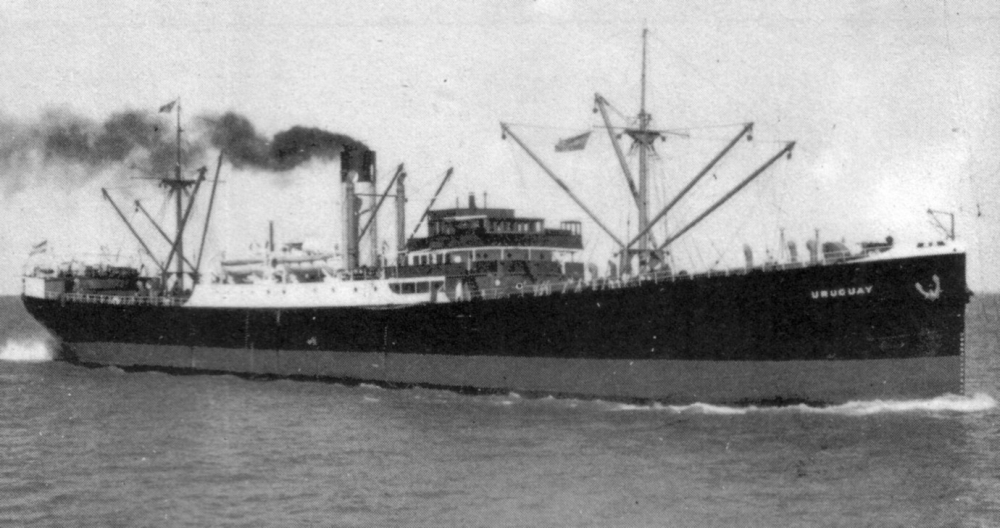
Tàu buôn Argentine SS Uruguay, bị U-37 đánh chìm

Dưới quyền chỉ huy của hạm trưởng mới, Đại úy Hải quân Victor Oehrn, U-37 xuất phát từ Wilhelmshaven vào ngày 15 tháng 5 cho chuyến tuần tra thứ năm để hoạt động ngoài khơi vùng biển Bồ Đào Nha và Tây Ban Nha. Nó có chuyến tuần tra thành công nhất trong suốt quãng đời hoạt động, khi đánh trúng 11 tàu buôn và đánh chìm được mười chiếc trong số đó: ba tàu Pháp, hai tàu Hy Lạp, hai tàu Anh, một tàu Thụy Điển, một tàu Phần Lan và một tàu Argentina. Tàu trung lập Argentina Uruguay, vốn đang vận chuyển ngô trên đường từ Rosario, Argentina đến Limerick, Ireland, đã bị U-37 chặn bắt và đánh chìm bằng thuốc nổ; chỉ có 13 người trong số 28 thành viên thủ thủ đoàn của Uruguay sống sót. U-37 kết thúc chuyến tuần tra tại Wilhelmshaven vào ngày 9 tháng 6. 

#### Chuyến tuần tra thứ sáu
U-37 lại khởi hành từ Wilhelmshaven vào ngày 1 tháng 8 cho chuyến tuần tra thứ sáu, tiếp tục dưới quyền chỉ huy của Đại úy Oehrn. Trong chuyến tuần tra dọc bờ biển phía Tây của Ireland kéo dài hơn mười ngày này, nó chỉ đánh chìm một mục tiêu duy nhất là tàu buôn Anh Upwey Grange. Thay vì quay trở lại Wilhelmshaven, chiếc tàu ngầm đi đến cảng Lorient bên bờ biển Đại Tây Dương của Pháp vào ngày 12 tháng 8, nơi đặt căn cứ mới của Chi hạm đội Tàu ngầm 2.

#### Chuyến tuần tra thứ bảy
Lần đầu tiên U-37 bắt đầu một chuyến tuần tra từ một địa điểm ngoài nước Đức, từ Lorient, vào ngày 17 tháng 8, và đã hoạt động tại vùng biển ngoài khơi bờ biển Tây Nam Ireland. Bảy tàu buôn đã bị đánh chìm trong chuyến tuần tra thứ bảy này; bao gồm năm chiếc của Anh, một của Na Uy và một của Hy Lạp. Sau hai tuần lễ hoạt động U-37 quay trở về Lorient vào ngày 30 tháng 8.

#### Chuyến tuần tra thứ tám
Vào ngày 24 tháng 9, U-37 lại xuất phát từ Lorient cho chuyến tuần tra thứ tám để hoạt động tại khu vực giữa Bắc Đại Tây Dương. Trong thời gian hoạt động kéo dài một tháng, U-37 đã đánh chìm sáu tàu buôn Đồng Minh, trong đó bốn chiếc di chuyển trong đội hình các đoàn tàu vận tải. Tàu buôn Anh Corrientes bị đánh chìm trong thành phần Đoàn tàu OB-217 lúc trên đường từ Liverpool sang Bắc Mỹ; Heminge trên hành trình tương tự trong thành phần Đoàn tàu OB-220; British General bị đánh chìm trong thành phần Đoàn tàu OA-222 lúc từ Anh sang Hoa Kỳ; và Stangrant bị đánh chìm khi đi từ Halifax sang Anh trong thành phần Đoàn tàu HX-77. U-37 quay trở về Lorient vào ngày 22 tháng 10.

#### Chuyến tuần tra thứ chín
Sau một tháng được nghỉ ngơi, bảo trì và tiếp liệu tại căn căn cứ, U-37 xuất phát vào ngày 28 tháng 11 dưới quyền chỉ huy của hạm trưởng mới, Trung úy Hải quân Asmus Nicolai Clausen, để tuần tra ngoài khơi Tây Ban Nha và dọc bờ biển Tây Phi. U-37 đã đánh chìm bảy tàu Đồng Minh, bao gồm hai tàu Pháp, hai tàu Thụy Điển, hai tàu Anh và một tàu Tây Ban Nha. Các tàu buôn Thụy Điển Gwalia và Daphne cùng tàu buôn Anh Jeanne M đã bị đánh chìm khi đi từ Anh đến Gibraltar trong thành phần Đoàn tàu OG-46; trong khi tàu chở dầu Rhône và tàu ngầm Sfax thuộc phe Vichy Pháp bị đánh chìm do bắn nhầm. U-37 quay trở về căn cứ Lorient vào ngày  14 tháng 1, 1941.

### 1941

#### Chuyến tuần tra thứ mười và mười một
U-37 lại xuất phát từ Lorient vào ngày 30 tháng 1, 1941 cho chuyến tuần tra thứ mười, và hoạt động dọc theo bờ biển Bồ Đào Nha. Nó bắt gặp Đoàn tàu HG-53 vào ngày 8 tháng 2, và sang ngày hôm sau đã đánh chìm các tàu buôn Anh Courland và Estrellano. Tàu buôn Anh Brandenburg bị chiếc tàu ngầm đánh chìm vào ngày 10 tháng 2. Chiếc U-boat quay trở về căn cứ Lorient vào ngày 18 tháng 2.
Khởi hành từ Lorient lần cuối cùng vào ngày 27 tháng 2, chuyến tuần tra thứ mười một, cũng là chuyến cuối cùng được U-37 thực hiện tại vùng biển về phía Nam Iceland. Tại đây nó đã đánh chìm hai mục tiêu: tàu buôn Hy Lạp Mentor vào ngày 7 tháng 3 và tàu đánh cá Iceland Pétursey vào ngày 12 tháng 3. Sau đó chiếc tàu ngầm băng ngược lại khe GIUK và về đến cảng Kiel vào ngày 22 tháng 3.

### 1942 - 1945
Sau chuyến tuần tra cuối cùng, đến ngày 1 tháng 5, 1941, U-37 được điều sang Chi hạm đội U-boat 26 đặt căn cứ tại Pillau (nay là Baltiysk thuộc tỉnh Kaliningrad, Liên bang Nga) để phục vụ huấn luyện.Con tàu lại được điều sang Chi hạm đội U-boat 22 đặt căn cứ tại Gotenhafen (nay là Gdynia thuộc Ba Lan) từ ngày 1 tháng 4, 1942, và cuối cùng sang Chi hạm đội U-boat 4 từ ngày 1 tháng 7, 1944.
Khi cuộc xung đột bước vào giai đoạn kết thúc, theo dự định của Chiến dịch Regenbogen, U-37 bị thủy thủ đoàn đánh đắm vào ngày 8 tháng 5, 1945 trong vịnh Sonderburg ngoài khơi Flensburg, tại tọa độ 54°55′B 09°47′Đ / 54,917°B 9,783°Đ, để tránh bị lọt vào tay lực lượng Đồng Minh.

### Tóm tắt chiến công
U-37 đã đánh chìm được tổng cộng 53 tàu buôn với tổng tải trọng 200.063 GRT và hai tàu chiến với tổng tải trọng 2.404 tấn, đồng thời gây hư hại cho một tàu buôn tải trọng 9.494 GRT. U-37 được xếp thứ sáu trong số những tàu ngầm U-boat thành công nhất trong Thế Chiến II:
| Ngày              | Tên tàu         | Quốc tịch              | Tải trọng | Số phận      |
| ----------------- | --------------- | ---------------------- | --------- | ------------ |
| 8 tháng 10, 1939  | Vistula         | Thụy Điển              | 1.018     | Bị đánh chìm |
| 12 tháng 10, 1939 | Aris            | Hy Lạp                 | 4.810     | Bị đánh chìm |
| 15 tháng 10, 1939 | Vermont         | Pháp                   | 5.186     | Bị đánh chìm |
| 17 tháng 10, 1939 | Yorkshire       | Anh Quốc               | 10.183    | Bị đánh chìm |
| 24 tháng 10, 1939 | Ledbury         | United Kingdom         | 3.528     | Bị đánh chìm |
| 24 tháng 10, 1939 | Menin Ridge     | Anh Quốc               | 2.474     | Bị đánh chìm |
| 24 tháng 10, 1939 | Tafna           | United Kingdom         | 4.413     | Bị đánh chìm |
| 30 tháng 10, 1939 | Thrasyvoulos    | Hy Lạp                 | 3.693     | Bị đánh chìm |
| 4 tháng 2, 1940   | Hop             | Na Uy                  | 1.365     | Bị đánh chìm |
| 4 tháng 2, 1940   | Leo Dawson      | Anh Quốc               | 4.330     | Bị đánh chìm |
| 10 tháng 2, 1940  | Silja           | Na Uy                  | 1.259     | Bị đánh chìm |
| 11 tháng 2, 1940  | Togimo          | Anh Quốc               | 290       | Bị đánh chìm |
| 15 tháng 2, 1940  | Aase            | Đan Mạch               | 1.206     | Bị đánh chìm |
| 17 tháng 2, 1940  | Pyrrhus         | Anh Quốc               | 7.418     | Bị đánh chìm |
| 18 tháng 2, 1940  | Elin            | Hy Lạp                 | 4.917     | Bị đánh chìm |
| 18 tháng 2, 1940  | P.L.M. 15       | Pháp                   | 3.754     | Bị đánh chìm |
| 10 tháng 4, 1940  | Sveaborg        | Thụy Điển              | 9.076     | Bị đánh chìm |
| 10 tháng 4, 1940  | Tosca           | Na Uy                  | 5.128     | Bị đánh chìm |
| 12 tháng 4, 1940  | Stancliffe      | Anh Quốc               | 4.511     | Bị đánh chìm |
| 19 tháng 5, 1940  | Erik Frisell    | Thụy Điển              | 5.066     | Bị đánh chìm |
| 22 tháng 5, 1940  | Dunster Grange  | Anh Quốc               | 9.494     | Bị hư hại    |
| 24 tháng 5, 1940  | Kyma            | Hy Lạp                 | 3.994     | Bị đánh chìm |
| 27 tháng 5, 1940  | Sheaf Mead      | Anh Quốc               | 5.008     | Bị đánh chìm |
| 27 tháng 5, 1940  | Uruguay         | Argentina              | 3.425     | Bị đánh chìm |
| 28 tháng 5, 1940  | Brazza          | Pháp                   | 10.387    | Bị đánh chìm |
| 28 tháng 5, 1940  | Julien          | Pháp                   | 116       | Bị đánh chìm |
| 28 tháng 5, 1940  | Maria Rosé]]    | Pháp                   | 2.477     | Bị đánh chìm |
| 29 tháng 5, 1940  | Telena          | Anh Quốc               | 7.406     | Bị đánh chìm |
| 1 tháng 6, 1940   | Ioanna          | Hy Lạp                 | 950       | Bị đánh chìm |
| 3 tháng 6, 1940   | Snabb           | Phần Lan               | 2.317     | Bị đánh chìm |
| 8 tháng 8, 1940   | Upwey Grange    | Anh Quốc               | 9.130     | Bị đánh chìm |
| 22 tháng 8, 1940  | Keret           | Na Uy                  | 1.718     | Bị đánh chìm |
| 23 tháng 8, 1940  | Severn Leigh    | Anh Quốc               | 5.242     | Bị đánh chìm |
| 24 tháng 8, 1940  | Brookwood       | Anh Quốc               | 5.100     | Bị đánh chìm |
| 24 tháng 8, 1940  | HMS Penzance    | Hải quân Hoàng gia Anh | 1.025     | Bị đánh chìm |
| 25 tháng 8, 1940  | Blairmore       | Anh Quốc               | 4.141     | Bị đánh chìm |
| 25 tháng 8, 1940  | Yewcrest        | Anh Quốc               | 3.774     | Bị đánh chìm |
| 27 tháng 8, 1940  | Theodoros T     | Hy Lạp                 | 3.409     | Bị đánh chìm |
| 27 tháng 9, 1940  | Georges Mabro   | Ai Cập                 | 2.555     | Bị đánh chìm |
| 28 tháng 9, 1940  | Corrientes      | Anh Quốc               | 6.863     | Bị đánh chìm |
| 30 tháng 9, 1940  | Heminge         | Anh Quốc               | 2.499     | Bị đánh chìm |
| 30 tháng 9, 1940  | Samala          | Anh Quốc               | 5.390     | Bị đánh chìm |
| 6 tháng 10, 1940  | British General | United Kingdom         | 6.989     | Bị đánh chìm |
| 13 tháng 10, 1940 | Stangrant       | United Kingdom         | 5.804     | Bị đánh chìm |
| 1 tháng 12, 1940  | Palmella        | United Kingdom         | 1.578     | Bị đánh chìm |
| 2 tháng 12, 1940  | Gwalia          | Sweden                 | 1.258     | Bị đánh chìm |
| 2 tháng 12, 1940  | Jeanne M.       | United Kingdom         | 2.465     | Bị đánh chìm |
| 4 tháng 12, 1940  | Daphne          | Sweden                 | 1.513     | Bị đánh chìm |
| 16 tháng 12, 1940 | San Carlos      | Spain                  | 223       | Bị đánh chìm |
| 19 tháng 12, 1940 | Rhône           | Vichy France           | 2.785     | Bị đánh chìm |
| 19 tháng 12, 1940 | Sfax (Q 182)    | Pháp Vichy             | 1.379     | Bị đánh chìm |
| 9 tháng 2, 1941   | Courland        | Anh Quốc               | 1.325     | Bị đánh chìm |
| 9 tháng 2, 1941   | Estrellano      | Anh Quốc               | 1.983     | Bị đánh chìm |
| 10 tháng 2, 1941  | Brandenburg     | Anh Quốc               | 1.473     | Bị đánh chìm |
| 7 tháng 3, 1941   | Mentor          | Hy Lạp                 | 3.050     | Bị đánh chìm |
| 12 tháng 3, 1941  | Petursey        | Iceland                | 91        | Bị đánh chìm |